# Брахашоаја (Васлуј)
Брахашоаја (рум. Brăhășoaia) насеље је у Румунији у округу Васлуј у општини Штефан чел Маре. Oпштина се налази на надморској висини од 115 m.

## Становништво
Према подацима из 2002. године у насељу је живело 402 становника, од којих су сви румунске националности.